# Dorfkirche Boruja Kościelna

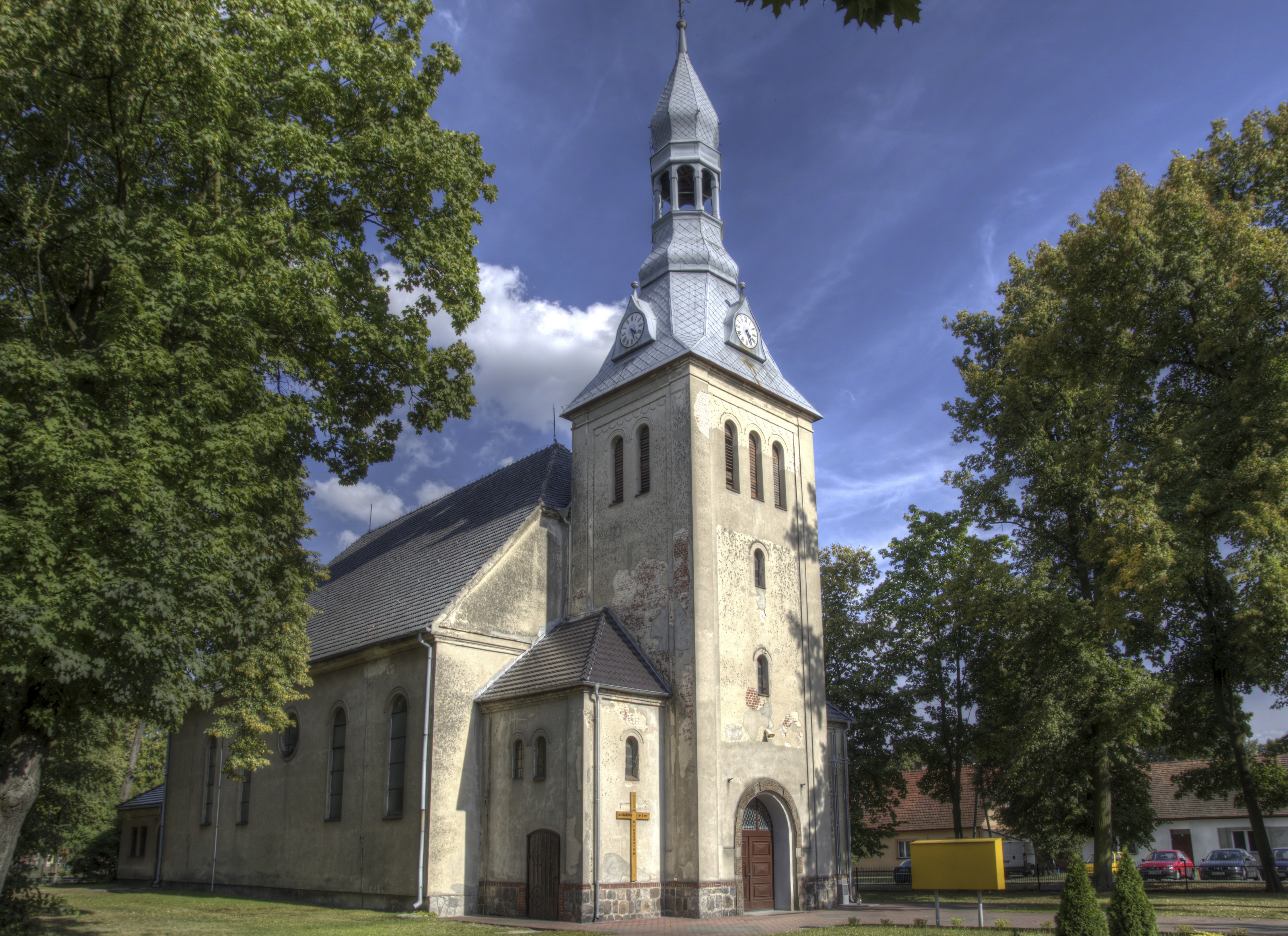
Dorfkirche in Boruja Kościelna

Die Dorfkirche Boruja Kościelna ist eine Saalkirche in Boruja Kościelna (deutsch Kirchplatz Borui), einem Dorf in der Gmina Nowy Tomyśl in der polnischen Woiwodschaft Großpolen. Die ehemals evangelische Kirche wurde nach 1945 zur katholischen Kirche und wird Św. Wojciecha (deutsch St.-Adalbert-Kirche) genannt. Das Kirchengebäude sowie der Kirchfriedhof, das ehemalige Pfarrhaus und der Pfarrhausgarten stehen unter Denkmalschutz.

## Geschichte

### Evangelische Kirche
Die Grundlagen zur Schaffung eines eigenen Kirchspiels und den Bau der Kirche gehen auf den evangelisch-reformierten Besitzer der hammerschen Güter Ludwig von Mielecki zurück. Er schenkte nicht nur Grund und Boden und einen Teil des Bauholzes für den Bau der Kirche und eines Pfarrhauses sowie eine Summe von 100 Dukaten, sondern erwirkte auch die Erlaubnis für den Bau des Gotteshauses.
Das Stiftung des Kirchspiels Hammer-Boruy erfolgte am 3. November 1775 und wurde am 15. Januar 1776 durch das Provinzial-Konsistorium zu Lissa bestätigt. Zuvor hatten die Evangelischen augsburgischer Konfession in der Herrschaft Hammer lediglich ein Schulhaus, in dem ein Lehrer aufgrund des der Gemeinde erteilten Privilegs von 1705 die Predigt hielt. Gelegentlich besuchte der Prediger Krone aus Züllichau die Gemeinde, um den Abendmahlsgottesdienst abzuhalten. Die kirchlichen Handlungen wurden entweder vom katholischen Propst in Bentschen oder von den evangelischen Pfarrern in Wollstein, Chlastawe und Kranz durchgeführt.
Das neue Kirchengebäude entstand am Kreuzungspunkt zweier Landstraßen und wurde am 1. Juni 1777 durch den Pastor Rikisch aus Wollstein feierlich geweiht. Am 1. Juni 1877 feierte die Gemeinde ihr hundertjähriges Bestehen. Zum Kirchspiel gehörten im Jahr 1904 große deutsche Hauländereien, nämlich der Pfarrort Hammer-Boruy (später Kirchplatz Borui), Alt- und Neuboruy, Dorf Boruy, Alt- und Neu-Scharke sowie die Herrschaft Hammer mit Alexandrowo, Januszewo, Horst, Sandvorwerk, Cichagóra, Bukowiec und Juliana. Zu diesem Zeitpunkt umfasste das Kirchspiel 3463 Einwohner.
Ursprünglich hatte die Kirche keinen Turm. Erst mehr als 100 Jahre später, d. h. um das Jahr 1900, wurde der bis heute bestehende Turm in Massivbauweise ergänzt. Darin hingen die Glocken, die zuvor auf Trägern vor der Kirche befestigt waren. Während des Ersten Weltkriegs wurden die Glocken im Rahmen der sogenannten Metallspenden des deutschen Volkes demontiert und eingeschmolzen. Im Jahr 1936 wurden neue Glocken angeschafft, die noch im selben Jahr geweiht und im Kirchturm aufgehängt wurden. Das Ende des Ersten Weltkriegs und die damit verbundene polnische Übernahme infolge des Friedensvertrag von Versailles brachte keine Veränderung im konfessionellen Bereich.

#### Pfarrer bis 1904

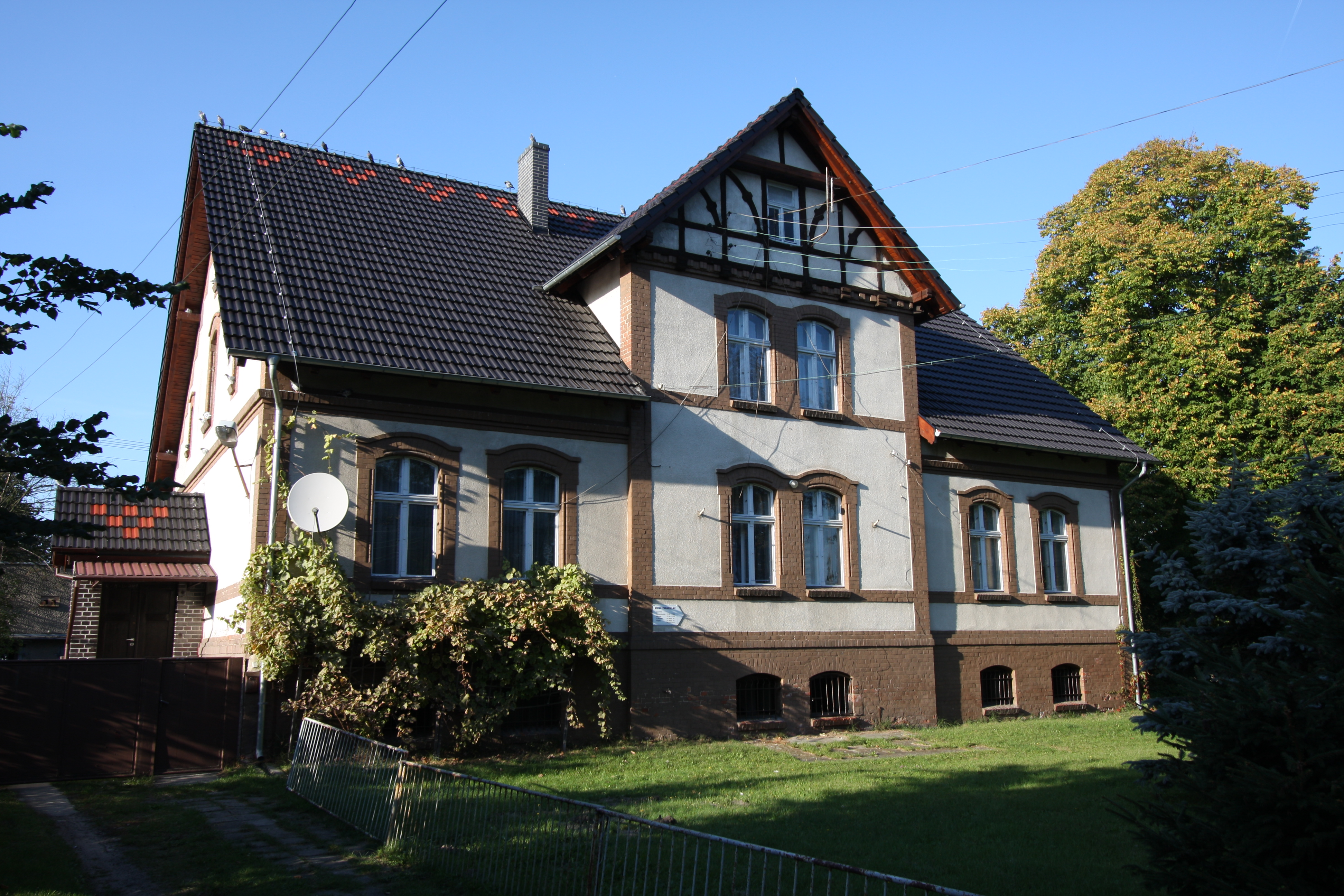
Das denkmalgeschützte Pfarrhaus von 1909

Im 1904 erschienenen Werk Geschichte der evangelischen Parochien in der Provinz Posen sind die Pfarrer seit Gründung der Kirche im Jahr 1776 verzeichnet.
- Johann Christoph Knispel wurde 1750 in Neudamm geboren und trat 1776 sein Amt an. Er diente als Superintendent des Karger Kirchenkreises von 1790 bis 1817. Am 24. Juni 1824 starb er plötzlich in Lindenruh, einer Mühle bei Glogau, wo er sich zum Besuch aufhielt.
- Johann Friedrich August Schulze wurde 1800 in Guben geboren und wurde 1825 nach Borui berufen. Er starb am 17. September 1838.

Nach einem langen Wahlstreit zwischen der Gemeinde und der Berliner Seehandlung als Besitzerin der Herrschaft Hammer und Patronin, der schließlich durch eine königliche Kabinettsorder entschieden wurde, folgte:
- Robert Adolf Rohrmann, der zuvor Pfarrer in Kranz war. Er wurde am 22. April 1840 ins Amt eingeführt und starb am 9. März 1865.
- Theodor Bostler trat 1866 ins Amt ein, nachdem er zuvor Pfarrer in Santomischel war. Er wurde 1873 Oberlehrer am Schullehrer-Seminar in Halberstadt und später Seminar-Direktor in Bütow.
- Berthold Kresse war Pfarrer in Oberpritschen und wurde 1873 berufen.
- Johann Ernst Schulze war zuvor Pfarrer in Rubnik, wurde 1881 berufen und wurde bereits 1883 Pfarrer in Chlastawe.
- Wilhelm Bochat war zuvor Pfarrer in Schidlowitz und trat das Amt 1885 an.

### Katholische Kirche seit 1945
Nach der Flucht eines Großteils der deutschen Bevölkerung im Januar 1945 und der darauffolgenden Übernahme der sogenannten wiedergewonnenen Gebiete durch Polen wurde die Kirche zu einer katholischen Kirche. Am 11. Mai 1945 wurde das Gotteshaus eingeweiht und der erste katholische Gottesdienst unter dem Vorsitz des Pfarrers von Nowy Tomyśl, Stanisław Skaziński, abgehalten. Die Gründung der Pfarrei St. Adalbert erfolgte erst am 15. November 1948.
Zwischen 1955 und 1957 wurde die Kirche umgebaut. Dabei wurde das aus Lehmfachwerkwänden bestehende Kirchenschiff abgebrochen und neuerrichtet. Zudem wurden der Kirche zwei Seitenaltäre und ein Presbyterium hinzugefügt. Im Jahr 1959 erhielt das Kircheninnere durch den Maler Teodor Szukała eine neue Ausmalung. Weitere Renovierungsarbeiten erfolgten in den Jahren 2002/2003. Im Jahr 2013 wurden alle Fenster in der Kirche ausgetauscht und die Turmuhr erneuert.